# Прапор Мадрида (автономної спільноти)
Прапор Мадридської автономії малинового кольору з сімома п'ятикутними зірками білого кольору, розташованими двома рядами по чотири і три в центрі поля. 
Малиновий колір означає Кастилію, оскільки Мадрид історично був кастильським, а зірки представляють кожну з адміністративних областей спільноти Мадрид, як-от місто Мадрид, Алькала-де-Енарес, Торрелагуна, Сан-Мартін-де-Вальдейглесіас, Ель-Ескоріал, Хетафе і Чинчон.  Вважається також, що зірки символізують сузір’я Великої Ведмедиці (астеризм Плуг) або Малої Ведмедиці, що стосується ведмедя на гербі Мадрида.  

## Зовнішні посилання
- «El escudo y la bandera». Книга Сантьяго Амона
- Madrid Community (Spain) на сайті «Flags of the World»